# Castello di Gabbiano
Il castello di Gabbiano è una dimora signorile situata nel comune di San Casciano in Val di Pesa, in provincia di Firenze.

## Storia
Apparteneva a un ramo della famiglia dei Bardi fin dall'inizio del XV secolo, successivamente venne acquistato da Tommaso Soderini, padre del Gonfaloniere della Repubblica fiorentina, Pier Soderini.
Al ritorno al potere della famiglia Medici i Soderini vennero banditi e il castello rimase abbandonato fino al 1623 quando venne restituito ai vecchi proprietari. Il castello era in pessimo stato come ricorda la lapide posta sopra la porta d'ingresso 
Nel XIX secolo era di proprietà della famiglia Rosselli Del Turco a cui si deve la realizzazione di una cappella di carattere neoclassico. Successivamente passò alla famiglia di Adriano Lemmi, e da loro venne pesantemente restaurato.
Nel Novecento divenne di proprietà dello scrittore Arnaldo La Cagnina, poi della famiglia Arcaini e oggi è sede di un'azienda viti-vinicola di proprietà della famiglia Beringer Blass.

## Descrizione
Esternamente si presenta come un blocco quadrangolare con quattro torri cilindriche poste agli angoli. Furono aggiunte dopo la metà del XV secolo, come nel castello di Meleto situato nei pressi di Gaiole in Chianti.
Oltre ad assolvere ad una funzione difensiva costituiscono un motivo estetico di notevole effetto.
La torre centrale posta sulla facciata principale è a pianta quadrata e probabilmente costituisce in nucleo originario del complesso come sembra apparire dalla diversa muratura che la contraddistingue dal resto della cortina muraria.
Nel XIX secolo i locali ricavati all'interno delle torri angolari vennero affrescati con dipinti di soggetto idilliaco e arcadico. Nel salone principale è stato ripristinato il soffitto a cassettoni.